# 奪回
《奪回》（羅馬化：Thuang），是一部由MONO Original與Tree House Films聯合製作，夢茶諾·欣彩萍翩、尼偍敦·伻蘇皖（Nike）及澈瑪薇·蘇婉帕努楚克領銜主演的懸疑復仇劇。2025年3月14日起，每週五早上10點（泰國時間）於串流平台MONOMAX上首播。

## 劇情簡介
本劇講述一位名為Linin（澈瑪薇·蘇婉帕努楚克 飾）的平凡女子，原本即將與相戀多年的男友Dome（尼偍敦·伻蘇皖 飾演）步入幸福的婚姻生活，卻在單身派對當晚慘遭下藥輪姦。儘管倖存，她所面對的卻是社會的冷漠與權勢的壓迫，使得案件被掩蓋，導致她結束生命。
兩年後，她以“Prae”（夢茶諾·欣彩萍翩 飾）的身份重生，展開一場復仇行動，誓要讓加害者為所作所為付出代價。

## 演員陣容
註：括號內的演員姓名為小名。

### 主要演員
- 夢茶諾·欣彩萍翩（Mo） 飾演 Prae／Linin
- 尼偍敦·伻蘇皖（Nike） 飾演 Dom
- 澈瑪薇·蘇婉帕努楚克（Praew） 飾演 Linin

### 配角
- 彭佩·班亞功（Jab） 飾演
- 納本蓬·蘇迪（Boss） 飾演
- 帕蘇特·邦亞（Art） 飾演
- 奇拉蒂·西瓦各（Oak） 飾演
- 阿麗莎拉·翁差麗（Fresh） 飾演 Bua

## 製作
Mono 29於2023年12月14日的戲劇推介會“MONO ORIGINAL 2024 THE INFINITY OF CONTENTS”中釋出前導預告片。

## 外部連結
- 豆瓣电影上《奪回》的資料 （简体中文）
- MyDramaList上的《奪回》（英文）